# True Jackson, VP
True Jackson, VP  (conocido en Latinoamérica y España simplemente como True Jackson) es una serie creada por Andy Gordon para la cadena Nickelodeon. Se trata de una sitcom adolescente creada por Andrew Gordon y protagonizada por Keke Palmer. La serie ha recibido premios y nominaciones por el vestuario y la imagen de los personajes. El episodio piloto en EUA tuvo 4.8 millones de espectadores siendo además el episodio piloto de una serie de Nickelodeon más descargado de iTunes Store.

## Emisiones
Fue estrenada el 8 de noviembre de 2008 en Estados Unidos junto al estreno de la película iCarly en Japón, en el Reino Unido e Irlanda fue estrenada el 25 de mayo de 2009, en Latinoamérica el 3 de agosto de 2009 y en España el 16 de noviembre de 2009.
Más tarde la serie fue escogida para una segunda temporada por Nickelodeon compuesta por 20 episodios, días después, la protagonista principal, Keke Palmer, confirmó que el canal ordenó la producción de 14 episodios más para esta temporada. 
La segunda temporada fue estrenada el 14 de noviembre de 2009 en Estados Unidos, en Latinoamérica su estreno fue el 23 de julio de 2010, mientras que en España fue le 30 de julio de 2010.
En España el último episodio de la serie fue emitido el día 20 de junio de 2012. Realmente la serie tiene 3 temporadas ya que la temporada 2 fue dividida, quedando conformada por 3 temporadas y 60 episodios.

## Sinopsis

### Primera Temporada
True Jackson (Keke Palmer) es una joven adolescente de solo 15 años que es contratada para convertirse en la vicepresidenta de la línea juvenil de moda femenina en MadStyle, la línea de moda favorita de True. Con ayuda de sus mejores amigos Lulu (Ashley Argota) y Ryan (Matt Shively), algunos empleados como Oscar o Jimmy (Robbie Amell) y del señor Max Madigan (Greg Proops), dueño de la empresa y quien la contrató; True deberá luchar por demostrar su talento y esfuerzo en un mundo de adultos y a su vez resolver los problemas en los que queda envuelta por sus amigos o por Amanda Cantwell (Danielle Bisutti), la malvada vicepresidenta de la línea femenina, cuya envidia por la adolescente es su principal motivación para ocasionar su despido.

### Segunda Temporada
Esta temporada transcurre durante las clases así que Lulu y True tienen que juntar las clases con el trabajo y algunos de los personajes toman más protagonismo como Mikey J, Kelsey o Pinky, también en esta temporada True tiene varios recuerdos sobre su infancia, el como le gustaba pensar en su futuro como diseñadora y como su padre es tan exigente con el combinar trabajo, estudios y amistades.

## Producción
En agosto de 2009, una línea de ropa inspirada en el programa de TV, llamada "Mad Style by True Jackson" fue puesta en venta. La línea está disponible exclusivamente en Wal-Mart. La línea fue dirigida a los niños y adolescentes, el departamento que True Jackson dirige en la serie. Esta fue la primera línea de ropa para el show y fue la primera vez que Nickelodeon lanza una línea de ropa de uno de sus programas de televisión. Anuncios de publicidad de la línea de ropa se puede ver en Nickelodeon y TeenNick de EUA.
Keke Palmer confirmó en su cuenta de YouTube que el episodio Misterio en Perú fue el último de toda la serie.

## Reparto

### Personajes Principales
- Keke Palmer como True Jackson.
- Ashley Argota como Lulu.
- Matt Shively como Ryan Laserbeam.
- Robbie Amell  como Jimmy Madigan.
- Danielle Bisutti como Amanda Cantwell.
- Ron Butler como Oscar.
- Greg Proops como Max Madigan.

### Personajes Secundarios
- Jennette McCurdy como Pinky Turzo.
- Dan Kopelman como Kopelman.
- Trevor Brown como Michael "Mikey" J.
- Melanie Paxson como Doris.
- Jordan Monaghan como Kelsey.

### Estrellas invitadas al programa
| - Kelly Perine como Larry Jackson, el papá de True. - Vivica A. Fox como la mamá de True. - Jordan Black como Tío Troy. - Willow Smith como Joven True. - Jennette McCurdy como Amanda "Pinky" Turzo. - Allie DeBerry como Cammy, amigo de Pinky. - Ryan Sheckler como él mismo. - Yvette Nicole Brown como Coral Barns, una de las asistentes de Amanda. - Nathalia Ramos como Dakota North, una supermodelo. - Suzy Nakamura como Cricket, asistente pasada de Ture. - Andy Richter como Simon Christini, némesis de moda de Max. - David Anthony Higgins como Dave, uno de los asistentes de Amanda. - Julie Bowen como Claire Underwood, una de las asistentes de Amanda. - Dave Foley como Ted Begley, Jr. - Dave Allencomo Mitchell. - Julie Warner como Rose Pinchbinder. - Stephen Dunham como Chad Brackett, exnovio de Amanda. - Arden Myrin como Jenna Lutrell, una estrella de TV. - Bobb'e J. Thompson como Nate. - Rachael Harris como Kitty Monreaux. - Gail O'Grady como Sophie Girard, francesa, antigua novia de Max y un auténtico mal bicho. - Ian Gómez como Jobi Castanueva, el director de Fashion Week. - Jack Plotnick como Matsor LaRue. - Tyler James Williams como Justin Webbe.r - Janel Parrish como Kyla, guardaespaldas de Justin. - Philip Baker Hall como Mr. Jenkins - Victoria Justice como Vivian, una modelo. - Nicole Sullivan como Kreuftlva. - Natasha Bedingfield como ella misma. - Justin Bieber como él mismo. - Care Bears on Fire como ellas mismas. - Kevin Farley como el agente Jake Hooley. | - Michael Weaver como Brock Chmapion. - Pamela Adlon como Babs. - Richard Karn como Fire Marshal O'Dannon. - Tristin Mays como Hailey, una porrera. - Travis Schuldt como Lance Whipple. - Tom Kenny como Bingo, propietario de Snackleberry Junction. - Craig Anton como chef del Snackleberry Junction. - Wendie Malick como Libby Gibbils. - Stephen Tobolowskycomo Lars Balthazar. - John Cena como él mismo. - Italia Ricci como ella misma, interpretando un personaje en una película ficticia de John Cena. - Nathan Kress como el príncipe Gabriel. - Oliver Muirhead como Ian, mayordomo del príncipe Gabriel. - J. P. Manoux como camarero del Snackleberry Junction. - Kent Shocknek como él mismo. - Henry Hereford como el abuelo de Ryan. - Paul F. Tompkins como Royce Bingham, un espía internacional. - Gage Golightly como Vanessa. - El elenco de Yo Gabba Gabba! - Stefán Karl Stefánsson como Karl Gustav. - Samantha Boscarino como Carla Gustav. - Cymphonique Miller como Bernie. - French Stewart como Donald the Delightful. - Fefe Dobson como ella misma. - Nick Palatas como Skeet. - Julia Duffy como Ms. Watson - Tim Bagley como Ed Wheeler, instructor de conducción de True. - Leon Thomas III como él mismo. - Tiffany Espensen como Lulu de joven. - Tom Wilson como Benjamin Franklin. - Emma Lockhart como Callie. - Raini Rodríguez como Nina, amiga de Callie. - Laura Marano como Molly, True's Little Buddy. - Dev Patel como él mismo. |

## Doblaje al español

### Doblaje para Latinoamérica
- Luciana Falcón como True Jackson
- Sol Nieto como Lulu
- Martín Gopar como Ryan Laserbeam
- Carolina Smith como Amanda Cantwell
- Hernán Palma como Jimmy Madigan
- Diego Brizzi como Max Madigan
- Vanina García como Kelsey
- Natalia Rosminati como Pinky

## Episodios
| Temporada | Episodios | USA                      | USA                   | Hispanoamérica       | Hispanoamérica         | España                  | España                  |
| Temporada | Episodios | Comienzo                 | Final                 | Comienzo             | Final                  | Comienzo                | Final                   |
| --------- | --------- | ------------------------ | --------------------- | -------------------- | ---------------------- | ----------------------- | ----------------------- |
| 1         | 26        | 8 de noviembre de 2008   | 24 de octubre de 2009 | 3 de agosto de 2009  | 30 de octubre de 2010  | 16 de noviembre de 2009 | 19 de noviembre de 2010 |
| 2         | 20        | 14 de noviembre de 2009  | 7 de agosto de 2010   | 23 de agosto de 2010 | 20 de enero de 2011    | 30 de julio de 2010     | 14 de febrero de 2011   |
| 3         | 14        | 11 de septiembre de 2010 | 20 de agosto de 2011  | 6 de junio de 2011   | 8 de diciembre de 2011 | 1 de noviembre de 2011  | 20 de junio de 2012     |

## Especiales de TV
| Especial N° | Temporada N° | Episodio N° | Título                                        | Estreno en Estados Unidos | Estreno en Latinoamérica | Estreno en España        |
| ----------- | ------------ | ----------- | --------------------------------------------- | ------------------------- | ------------------------ | ------------------------ |
| 1           | 1            | 20/21       | De regreso a Clases                           | 25 de julio de 2009       | 12 de agosto de 2010     | 17 de abril de 2010      |
| 2           | 2            | 28/29       | El pequeño Shakespeare/Coqueteando con True   | 21 de noviembre de 2009   | 24 de agosto de 2010     | 12 de septiembre de 2010 |
| 3           | 2            | 43/44       | Nos fue mal/Atrapados en París en el castillo | 22 de mayo de 2010        | 20 de enero de 2011      | 10 de febrero de 2011    |
| 4           | 3            | 59/60       | Misterio en Perú                              | 20 de agosto de 2011      | 8 de diciembre de 2011   | 20 de junio de 2012      |

## Premios y nominaciones
| Año  | Premiación                         | Categoría                                                                   | Nominado                           | Resultado |
| ---- | ---------------------------------- | --------------------------------------------------------------------------- | ---------------------------------- | --------- |
| 2009 | NAACP Image Award                  | Outstanding Children's Program                                              | True Jackson, VP                   | Nominada  |
| 2009 | NAACP Image Award                  | Outstanding Performance in a Youth/Children's Program - (Series or Special) | Keke Palmer                        | Ganadora  |
| 2009 | Casting Society of America         | Outstanding Achievement in Casting - Children's Series Programming          | Krisha Bullock & Harriet Greenspan | Nominado  |
| 2009 | Gracie Allen Award                 | Outstanding Adolescent Program                                              | True Jackson, VP                   | Ganadora  |
| 2010 | NAACP Image Award                  | Outstanding Children's Program                                              | True Jackson, VP                   | Nominada  |
| 2010 | NAACP Image Award                  | Outstanding Performance in a Youth/Children's Program - (Series or Special) | Keke Palmer                        | Ganadora  |
| 2010 | Casting Society of America         | Outstanding Achievement in Casting - Children's Series Programming          | Harriet Greenspan                  | Ganador   |
| 2010 | Nickelodeon Kids' Choice Awards    | Favorite TV Actress                                                         | Keke Palmer                        | Nominada  |
| 2010 | Writers Guild of America           | Children's Episodic & Specials, Por el Episodio "The Rival"                 | Dan Kopelman                       | Nominado  |
| 2011 | NAACP Image Award                  | Outstanding Children's Program                                              | True Jackson, VP                   | Ganadora  |
| 2011 | NAACP Image Award                  | Outstanding Performance in a Youth/Children's Program - (Series or Special) | Keke Palmer                        | Ganadora  |
| 2011 | Casting Society of America         | Outstanding Achievement in Casting - Children's Series Programming          | Harriet Greenspan                  | Nominado  |
| 2011 | Nickelodeon UK Kids' Choice Awards | Nick UK's Funniest Person                                                   | Matt Shively                       | Nominado  |
| 2011 | Young Artist Awards                | Best Performance In A TV Series (Comedy or Drama) - Leading Young Actress   | Keke Palmer                        | Nominada  |
| 2011 | Young Artist Awards                | Best Performance In A TV Series - Recurring Young Actress Ten and Under     | Ava Allan                          | Nominada  |
| 2011 | Writers Guild of America           | Children's Episodic & Specials, Por el Episodio "True Magic"                | Andy Gordon                        | Nominado  |
| 2012 | NAACP Image Award                  | Outstanding Performance in a Youth/Children's Program - (Series or Special) | Keke Palmer                        | Ganadora  |
| 2012 | Young Artist Awards                | Best Performance In A TV Series - Recurring Young Actress                   | Ava Allan                          | Nominada  |